# بنان (حلب)
بنان بلدة وناحية تابعة لمنطقة السفيرة في محافظة حلب في سوريا. تقع جنوب شرق مدينة حلب في جبل الحص المتاخم لبادية الشام. بلغ عدد سكان الناحية 17,193 نسمة حسب تعداد عام 2004.